# Флаг Пикшикского сельского поселения
Флаг муниципального образования Пикшикское сельское поселение Красноармейского района Чувашской Республики Российской Федерации — опознавательно-правовой знак, служащий официальным символом муниципального образования.
Флаг утверждён 27 августа 2009 года и внесён в Государственный геральдический регистр Российской Федерации с присвоением регистрационного номера 5601.

## Описание
«Прямоугольное полотнище с отношением ширины к длине 2:3, воспроизводящее композицию герба Пикшикского сельского поселения в зелёном, жёлтом и белом цветах».
Геральдическое описание герба гласит: «В зелёном поле золотой с хвостом в виде снопа пшеничных колосьев и языком, захлёстнутым петлёй вокруг шеи, крылатый змей, изогнувшийся петлёй вокруг серебряной пониженной стрелы положенной в пояс».

## Обоснование символики
Флаг составлен на основании герба Пикшикского сельского поселения Красноармейского района, по правилам и соответствующим традициям вексиллологии, и отражает исторические, культурные, социально-экономические, национальные и иные местные традиции.
Центральной фигурой флага является жёлтый крылатый змей с хвостом, в виде снопа пшеничных колосьев, отражая самое главное дело в жизни жителей поселения — земледелие. Понятие родины для них связывается, прежде всего, с понятием земли: таван сершыв, дословно «родная земля-вода».
Змей, представленный почти во всех мифологиях символ, в том числе и чувашской, связывается с плодородием, землёй, водой, дождём с одной стороны, и домашним очагом, огнём (особенно небесным), — с другой.
Формирование основных групп чувашей сложилось в результате переселения булгарских племён и сувазов в чувашское Поволжье. В процессе ассимиляции местных древнемарийских и древнемордовских племён булгарами-переселенцами в западных и северо-западных районах современной Чувашии сложилась группа верховых или северных чувашей-вирьялов (вире-север). По-видимому, этот процесс отражался также и в названии некоторых сел и деревень. Деревня Пикшики (Пикшик), в переводе с древнемарийского означает стрела. Поэтому в качестве символа осознания своих корней и уважения к историческому прошлому, а также отражая название поселения, на флаге изображена летящая белая стрела.
Стрела в геральдике символизирует целеустремлённость, непреклонность и мужество, отражая все качества, которыми наделены жители этого края. Стрела — это и указатель пути, движение вперёд, стремление жителей поселения к дальнейшему процветанию.
Зелёный цвет полотнища отражает красоту природы этой земли.
Жёлтый цвет (золото) символизирует богатство, изобилие, урожай.
Белый цвет (серебро) — символ чистоты, веры, мира. Ещё с древности чуваши, как мужчины, так и женщины, предпочитали белую одежду, богато украшенную вышивкой. По их представлению, именно одежда из белой ткани была угодна богу, показывала чистоту самого человека, его мыслей и желаний.